# 제이미 길리스

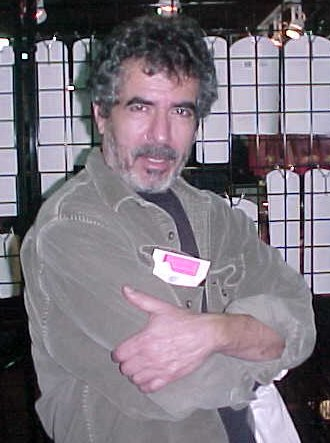

제이미 길리스(Jamie Gillis, 본명: Jamey Ira Gurman, 1943년 4월 20일 ~ 2010년 2월 19일)는 미국의 포르노 배우, 감독, AVN상의 일원이다. 전설의 포르노 배우 세레나와 결혼했다.
뉴욕에서 태어났다.
배우로서 470편이 넘는 영화에 출연했다. 양성애자임을 밝힌 그는 수많은 게이 포르노 영화에 출연했다.

## 참여 작품
- 나이트호크 (1981년 영화)
- 딥 스로트 (영화)